# Белекес
Белекес (баш. Бәләкәс), Маленькая (в переводе) — река в России, протекает по Башкортостану. Устье реки находится в 63 км от устья реки Уфа. Длина реки составляет 41 км.

## Данные водного реестра
По данным государственного водного реестра России относится к Камскому бассейновому округу, водохозяйственный участок реки — Уфа от Павловского гидроузла до водомерного поста посёлка городского типа Шакша, речной подбассейн реки — Белая. Речной бассейн реки — Кама.
Код объекта в государственном водном реестре — 10010201212111100024077.